# Tapak Lebar
Tapak Lebar is een bestuurslaag in het regentschap Lubuklinggau van de provincie Zuid-Sumatra, Indonesië. Tapak Lebar telt 2040 inwoners (volkstelling 2010).